# Pulice
Pulice (německy  Pulitz) je část města Dobruška v okrese Rychnov nad Kněžnou. Nachází se na západě Dobrušky. Prochází tudy železniční trať Opočno pod Orlickými horami – Dobruška a silnice II/309. V roce 2009 zde bylo evidováno 138 adres. V roce 2001 zde trvale žilo 338 obyvatel.
Pulice je také název katastrálního území o rozloze 6,23 km2.

## Další fotografie

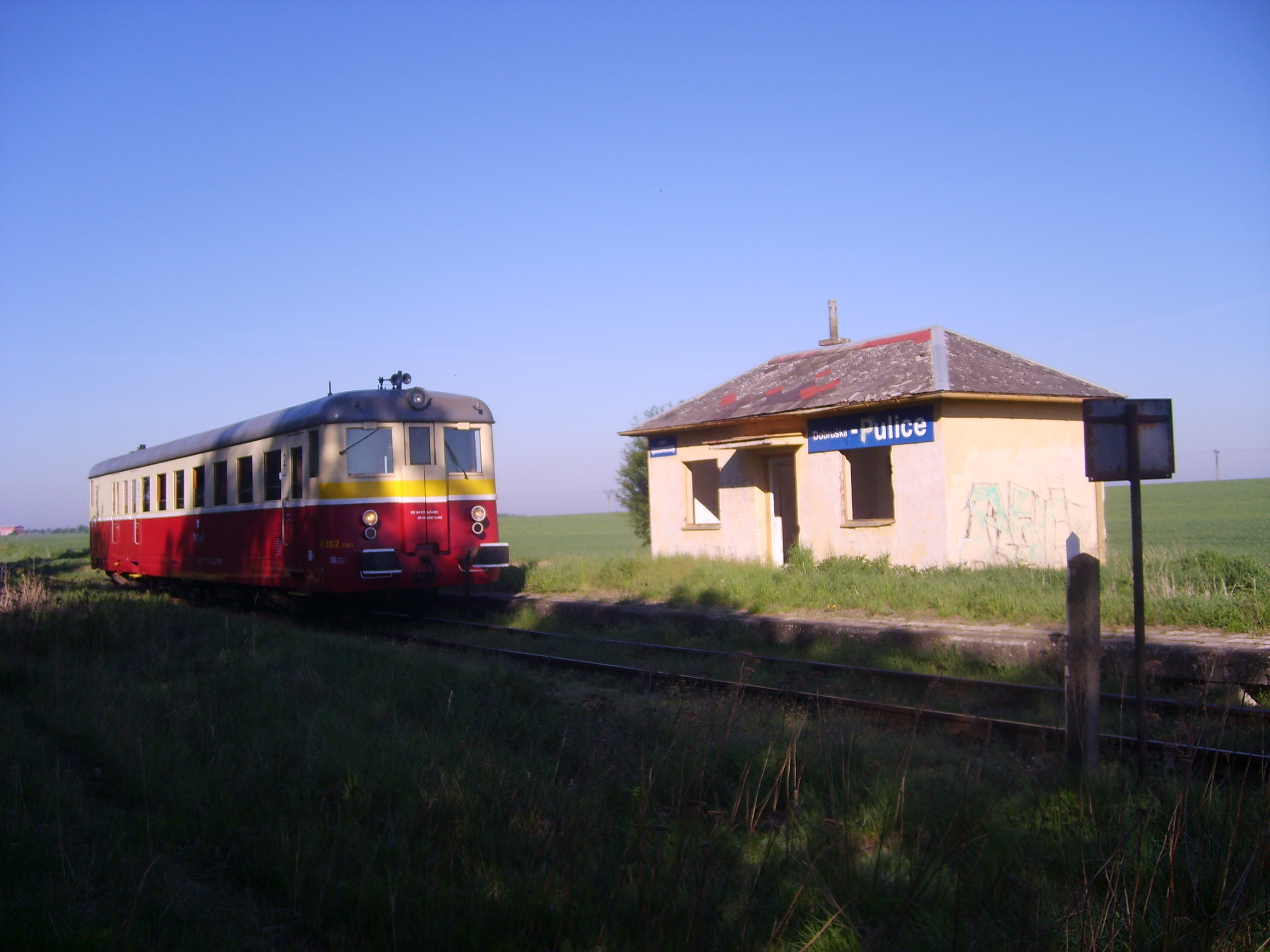
Historický vlak na zastávce Dobruška-Pulice
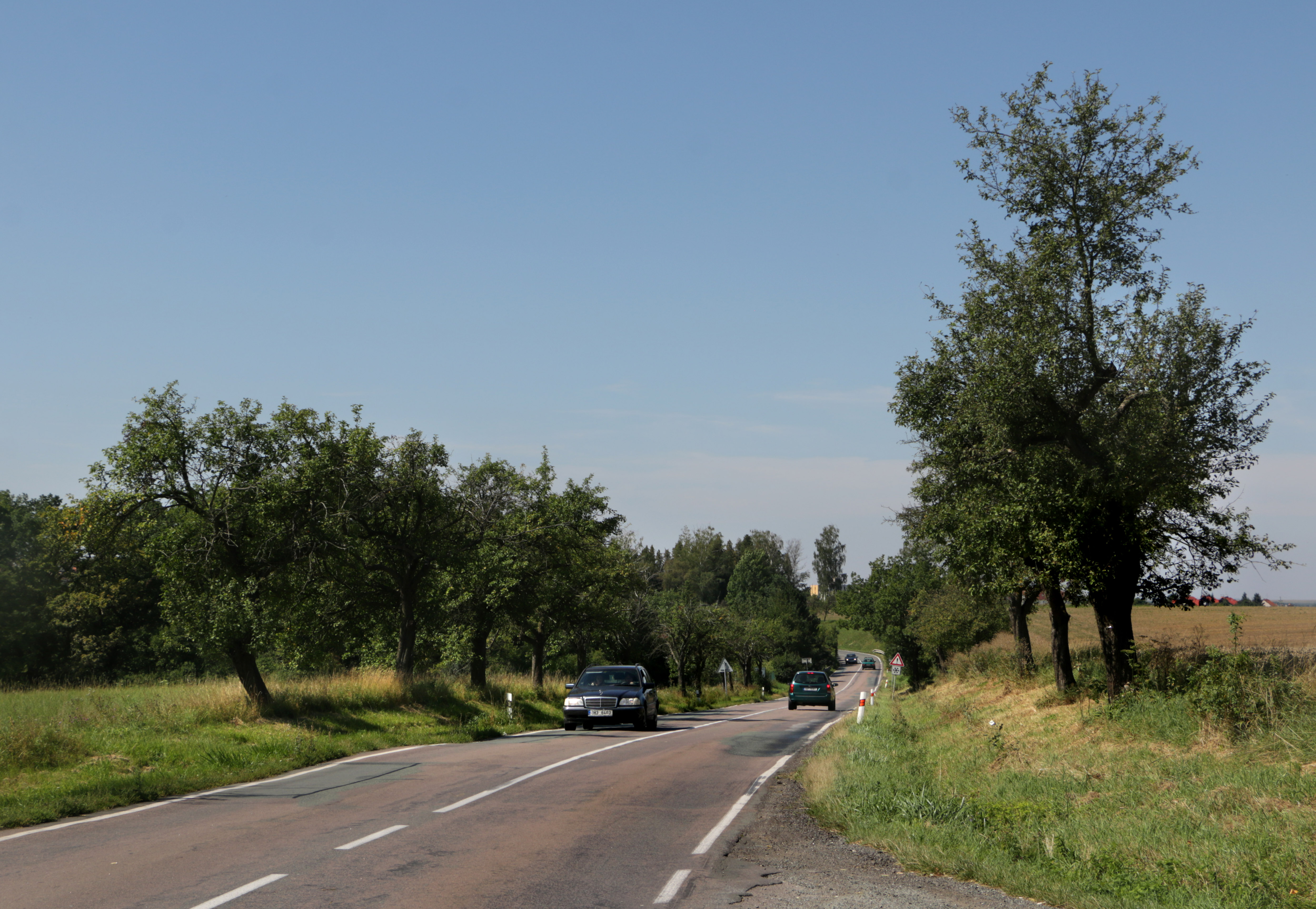
Silnice k Opočnu
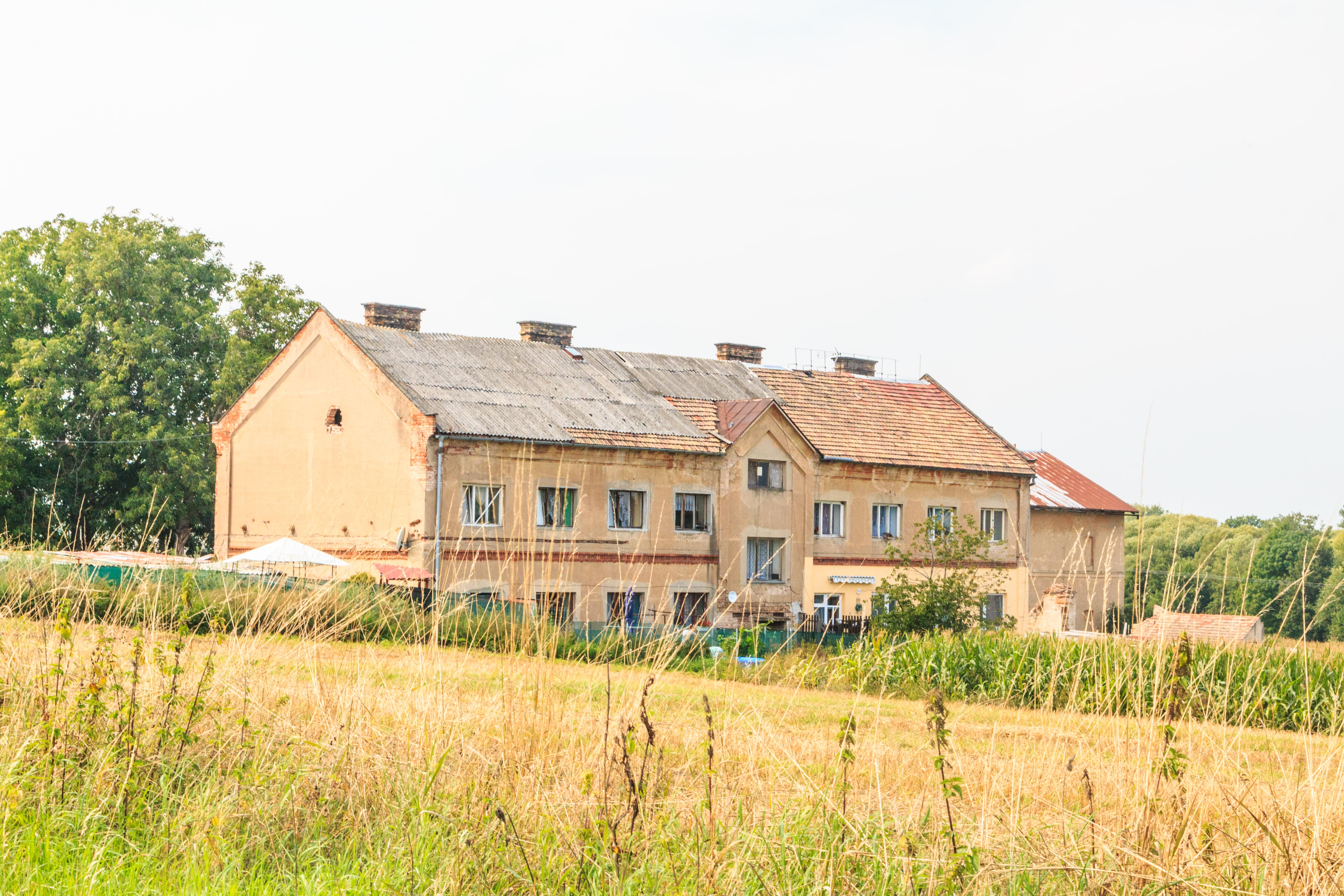
Pulice u Dobrušky - dům čp. 66
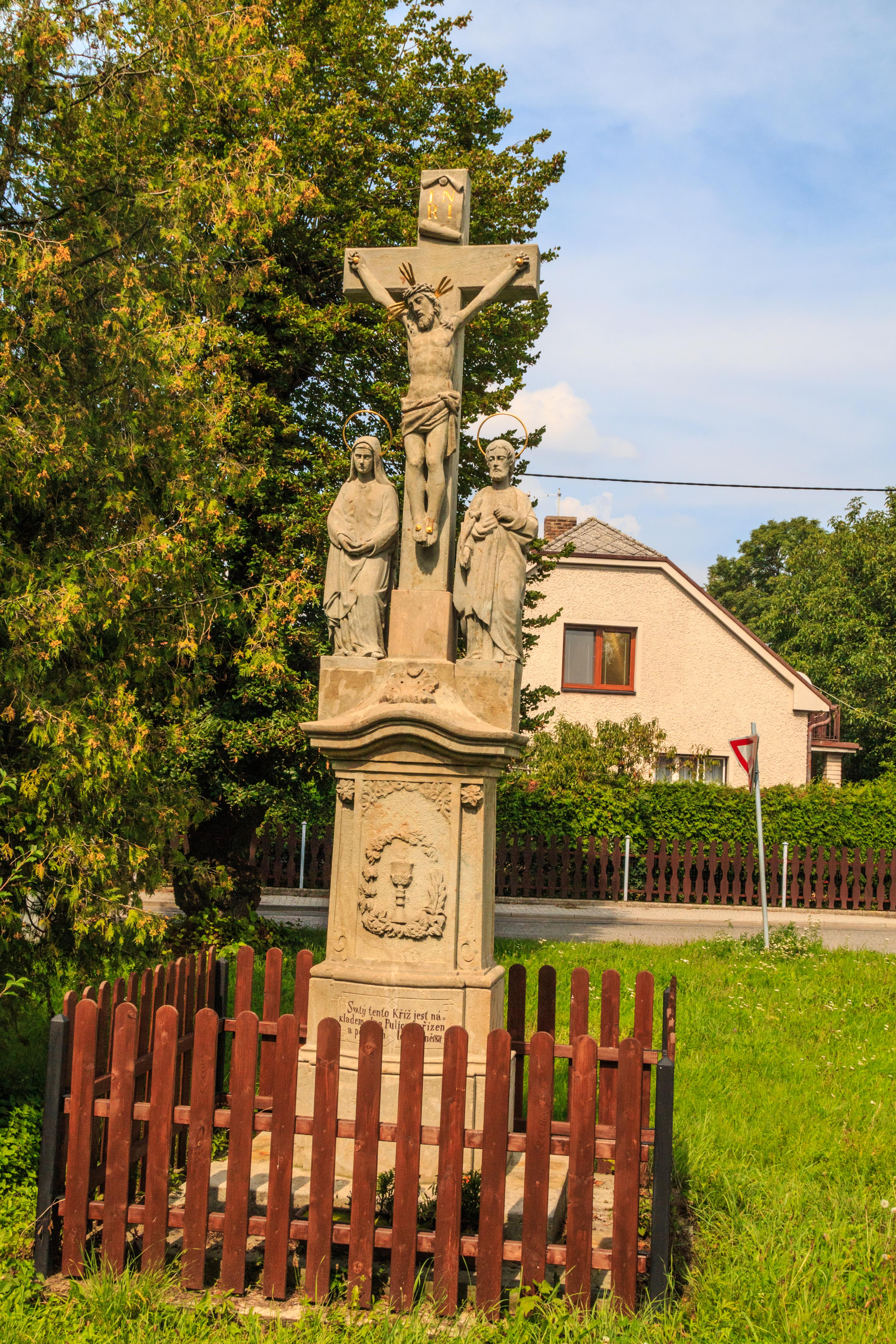
Pulice u Dobrušky - kalvárie
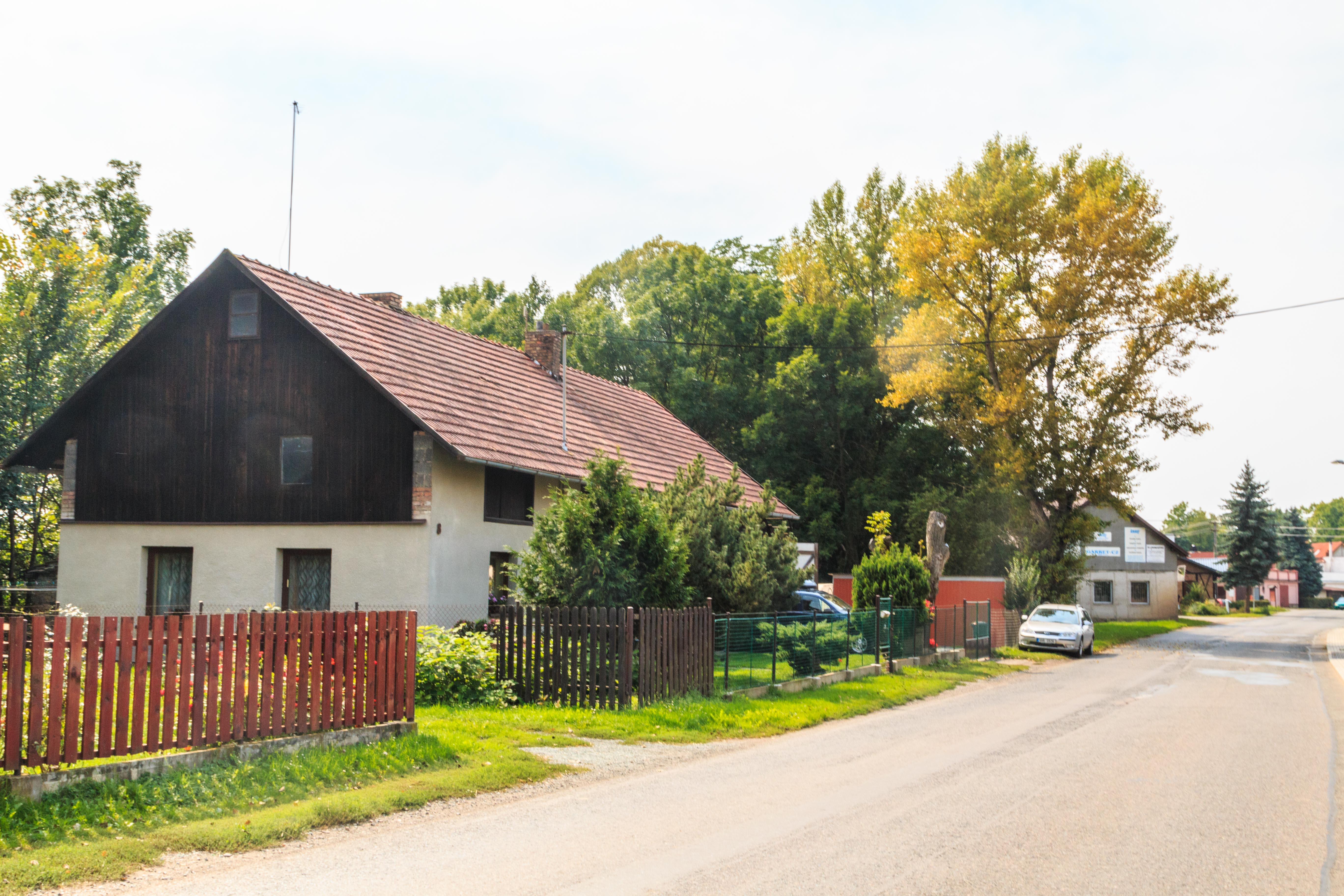
Pulice u Dobrušky - dům čp. 8
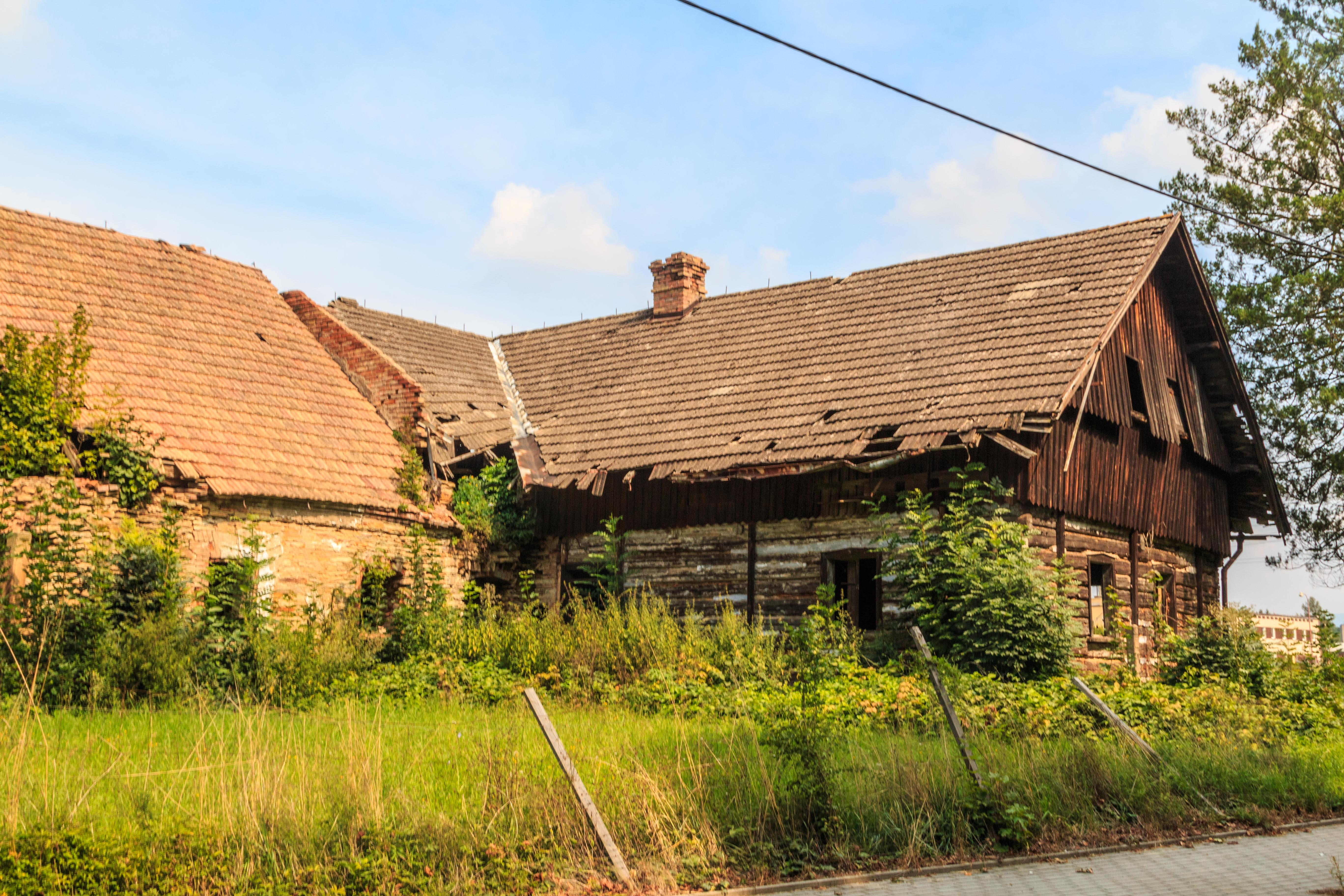
Pulice u Dobrušky - dům čp. 46